# 中风康复
中风康复是一个患者通过治疗重获日常生活技能、重返有意义生活的过程。对于绝大多数患者，康复涉及到多个学科专业，需要由具备各种技能的健康专家组成医疗小组共同协作，包含护理、理疗、职业疗法（OT）、语言疗法，通常还要有经过专业康复治疗训练的医生。有些小组可能还包括心理医生、社工和药剂师。病人也可以要求他们的私人医生按当前最先进的方法进行治疗。
职业疗法涉及到帮助患者重学各种日常活动的练习与训练，如吃喝、穿衣、洗澡、做饭、读写和上厕所。理疗师协助患者改进身体技能，通常集中在运动技能，如站立与行走。通过一些熟悉的、新鲜的和自适应的休闲技能（练习），休闲性治疗致力于（改善）以下几个方面：诸如解决问题（能力）、增强运动机能和重返社会。语言疗法适用于听或阅读有困难、认知丧失或说话有障碍的患者，还需要评估患者在中风后能否安全吞咽。心理学家能评估认知功能并教育中风患者（形成）针对性的策略。职业康复可直接与患者及其雇主共同努力，帮助患者成功重返工作岗位。
康复治疗小组通常需要定期会晤，有时还需要患者及家属到场，讨论当前形势、设定目标并确保沟通的畅通。在绝大多数情况下，期望的目标是使患者能回家独立生活，尽管这并不总能实现。中风康复通常包括先住院治疗，一旦病人能出院，接着进行基于社区的康复治疗。
住院治疗时间可以从数天到数月不等，通常住院阶段不超过3个月，但对于严重的中风，可能需要专门的小组长得多的康复治疗。

## 中风神经康复治疗的历史
对中风的认识及康复治疗在20世纪末与21世纪初有了长足的进步。直到1620年，Johan Wepfer 通过研究猪的大脑才发现了中风是由于大脑供血中断引起的理论。这是一次重要的突破，一旦知道了原因，问题就变成了如何医治。
对于上世纪的大多数时候，实际上都不鼓励中风患者参加运动。大约在上世纪50年代，态度发生了变化，健康专家开始给中风患者开治疗性锻练的处方并取得了积极的效果。当然，积极的效果仅限于患者能获得一定程度的独立，能够自己从床上移到轮椅上。这在当时仍然前途黯淡，但情况一直在改善。
在上世纪50年代初，Twitchell 开始研究中风患者恢复的类型。他记录了观察过的121个病人，发现如果4周内手的功能有部分恢复，那么有70％的机会可以完全或接近完全康复。他报告大多数恢复发生在头3个月，只有少數超過6個月。最近的研究则表明，中风几年后仍有可能出现显著的改善。
与此同时，Brunnstrom 也描述了康复的过程，并将其分为7个阶段。由于脑康复科学知识的不断进步，演化出了介入疗法，对于促进中风康复的过程将出现持续性、根本性的转变。

## 当前的展望及治疗途径

### 运动重学
神经康复的基础是要了解运动学习是如何发生的，术语“运动学习”被用于描述一系列与运动练习或实践有关联的过程，通过这些练习可引导运动能力“相对”永久性的改变。
运动学习的过程（或中风后的运动重学）采用自主的、面向目标的练习，这也是小孩、奥运冠军与中风患者学习运动技能的必由之路。
Carlo Perfett 创造的“神经认知康复”概念在世上广为流传，是最早的运动重学理论应用。

#### 以限制促进运动疗法
以限制促使运动疗法是运动重学的好例子，它事实上至少有100多年的历史。当时一名叫 Oden 的人展开过深入的研究，他能在猴子的大脑中激发中风引起半身不遂，然后将其好的手绑住，迫使猴子使用出问题的手并观察发生的情况。两周后，猴子就可以使用曾经瘫痪的手，这是因为神经具有可塑性。他也做了同样的不绑好手的对照试验并等了6个月。没有被干预的猴子即使在6个月后都不能使用出问题的肢体。在1918年，这项研究被发表，但没有引起多少注意。
最终，研究人员开始使用他的办法治疗中风病人，这种办法被称为以限制促进运动疗法。值得注意地是最初的研究集中在超过12个月的长期中风患者，挑战了当时恢复不可能在一年后发生的教条。治疗手段是在90％清醒的时候在好手上佩戴无指软手套，强迫使用受损侧手臂，病人要经历持续2周每天6到8小时一对一密集治疗。

#### 机器辅助运动治疗
因为运动量处方的需求以及需要经济地传递数千次运动，出现了自动化的电脑程序和机器辅助治疗系统。

#### 环形电刺激神经肌肉
一些研究发现环形电刺激神经肌肉能增强中风后运动恢复，减少痉挛，增加肌力，扩展关节运动范围，避免或纠正挛缩。

### 大脑修复

#### 干细胞
移植干细胞的目的是替换死掉的脑细胞，这种疗法很有希望，但还有很多问题尚待解答：
中风神经移植的基础与临床研究还处于初级阶段，还有很多工作需要做，以进一步弄清不同移植源在体外及体内的生物学特性。最初的临床数据显示，移植在技术上是可行和安全的，但这些数据还过于初级和太少，尚不能用于评估其有效性。

#### 生长因子
大脑中的生长因子能促进神经修复、生成和适应性的重新连接。当用于患者时，它们很容易进入大脑。对大脑增强的营养输入对于中风康复是一个有希望的策略。

#### 单胺与抗抑郁药治疗
单胺（去甲肾上腺素、多巴胺和血清素）不光与情绪（和中风后抑郁）有关，也能增强中风的恢复。

#### 与中风关联的营养不足治疗
叶酸盐不足与超高半胱氨酸在老年中风患者中相当普遍，各自都与脑萎缩有极强的关联。

#### 抑制损害大脑蛋白的酶
基质金属蛋白酶（MMPs）在中风后会升高，这与功能恢复反向相关，MMPs 也表现出对生长因子的抑制（参见上述生长因子）。在其它一些连接组织因蛋白水解而退化的疾病中，MMPs 也是有吸引力的目标，如感染和恶性肿瘤。

#### 抑制小神经胶质细胞的激活
中风后，被称为小神经胶质的特殊细胞与其它神经胶质细胞（星形细胞）会包围伤口，形成神经胶质伤疤。尽管这种伤疤更像是人身自适应机制的产物，其体积与恢复反向相关。此外，中风后抑郁也可能与大脑中细胞因子发炎的水平相关。因此中风恢复应涉及到将伤口部位的免疫反应（控制在）正常水平。

#### 电刺激
尽管直接的电刺激疗法看起来没有药物治疗时髦，但它有效。
这种治疗代表了中风大脑康复从药物灌注神经元受体到生理刺激的根本性改变。

#### 电声刺激（有节奏的听觉刺激）
听有节奏的音乐能增强运动活力并鼓励患者运动，有节奏的声音刺激比基于Bobath（人名，著名神经康复理疗医生）疗法的训练显得更优越。

## 训练因上位运动神经元综合症受损的肌肉
受上位运动神经元综合症影响的肌肉会发生许多潜在的改变，如虚弱、运动控制减弱、阵挛、夸张的深度腱反射、痉挛和耐力降低。术语“痉挛”通常与上位运动神经元综合症划等号，将表现出许多上位运动神经元症状的病人诊断为痉挛的情况屡见不鲜。
据估计，大约有65％的个体在中风后出现痉挛，研究还发现有40％的中风患者在超过一年后还有此症状。肌肉紧张度的改变可能源自网状脊髓束和其它下行通道的输入平衡改变，这些下行通道通达脊柱的运动神经及神经元间网络，也可能源自缺少完整的皮质脊髓系统。换句话说，大脑或脊柱控制随意性运动的部位已被损坏。
还有其它手段用于治疗上位运动神经元综合症，如力量、控制和耐力增强练习，非药物性治疗，口服药物治疗，鞘内用药治疗，注射以及手术。也有研究人员不相信治疗痉挛的价值，在一封给中风杂志（Stroke magazine）编辑的信：中风后痉挛，管它干什么？医学博士William M. Landau指出专业神经学家与医师偏执于将痉挛幻化为十足的恶魔已到了病态的地步，这对学者和临床医师都非常有害。另一组研究人员在运动障碍虚拟大学的中风后痉挛的发生与结果中总结道：“痉挛似乎对运动损伤和活动受限有影响，对部分中风患者也许还是一个严重的问题”，他们还指出，“我们的发现支持以下观点，在康复治病时集中在痉挛与它们在临床上的重要性并不相称”。国家中风协会的一项调查却显示，虽有58%的中风幸存者经历过痉挛，但他们中只有51％的人接受过相应的治疗。

### 非药物性治疗
治疗应基于相关健康专家的评估。对于轻度到中度的肌肉损伤，锻练应该是管理的重心，应该由理疗师或其它脑神经康复方面的专家进行指导。
重度肌肉损伤的锻练可能受到更多的限制，更需要帮助。它们可能更需要额外的干预来管理更严重的神经受损和次生的并发症。这些介入治疗可包括系列石膏，灵活性练习（如可持续的定位），病人也许还需要辅助设备，如帮助站立的立式框架。

### 口服药治疗
用于治疗痉挛的口服药包括：安定、硝苯呋海因钠、巴氯芬、替扎尼定、可乐定、氨基丁酸甚至类大麻醇化合物，这些药品的准确机理还没有完全弄清楚，但被认为是作用于中央神经系统的神经传递介质或神经调节器或肌肉本身，或者因减轻了伸展反射。这些药品的问题在于潜在的副作用和以下事实，即除了能减轻痉挛与张力障碍姿势带来的痛苦与破坏，药品一般并未表现出能减轻损伤或残疾。

### 鞘内用药治疗
鞘内用药治疗涉及移植一个直接向中央神经系统送药的泵，其好处是药保持在脊柱内，不用通过血液循环，通常副作用更少。使用最多的这类药是巴氯芬，在引起极度疼痛的痉挛中也有用用硫酸吗啡与芬太奴的。

### 注射
注射是直接用药于痉挛肌肉的局部疗法，使用的药物包括：肉毒毒素、石碳酸、酒精和利多卡因。石碳酸与酒精通过蛋白变性损伤肌肉，于是就放松了肌肉。肉毒毒素是一种神经毒素，它通过阻止释放神经传递介质（乙酰胆碱）来放松肌肉。许多研究表明肉毒毒素有益，它还能在重复使用后表现出相同的疗效。

### 手术
手术治疗痉挛包括拉长或释放肌肉和肌腱，其过程涉及到骨骼和有选择的背部脊神经根切断。脊神经根切断术仅用于严重痉挛，涉及到有选择地切断传感神经根部，因为它们可能在产生痉挛中扮演了角色。

## 中风后的肩关节半脱臼
肩关节半脱臼被定义为肩关节部分错位，典型地来自关节机械完整性的改变。半脱臼是一种常见于偏瘫或上半肢肌肉系统虚弱的毛病，传统上认为它是中风后肩部痛的主要原因，但最近的研究没有找到两者之间直接的关联。
中风后患者半脱臼准确的病因还不清楚，但很可能是因为支撑肩关节的肌肉系统虚弱。肩关节是人体最灵活的关节，为实现这一点肩牺牲了韧带的稳定性，结果是依赖周围的肌肉系统（如肌腱套肌，背阔肌和三角肌）作主要的支撑。这与其它不那么灵活的关节形成对比，如膝关节和髋关节主要的支撑来自关节囊和周围的韧带。如果中风破坏了控制肌肉与上肢的上位运动神经元，虚弱、麻痹和接着的痉挛会以某种可预测的模式发生。支撑肩关节的肌肉，特别是冈上肌和背三角肌变得松弛，不能再提供足够的支撑，导致肩关节手臂向下与向外移位，给相对虚弱的关节囊带来张力。其它因素也被指出对半脱臼有影响，如拉扯偏瘫患者的手和不正确的姿势。
通常以触摸或感知肩关节及周围的组织来诊断，但对于通过临床能否检测半脱臼的程度是有争论的。如果肩关节半脱臼发生了，那么中风康复的过程将受到阻碍。治疗手段包括缠绕关节、使用膝板或手板支撑半脱臼的关节。也有使用吊带的方式，但是有争议。有几项研究表明使用吊带后在运动范围、半脱臼程度及疼痛方面没有可观察到的差别。如果使用时间过长，吊带还可能带来关节的挛缩或紧固。虽如此，吊带对于有些治疗可能还是必须的。功能性电刺激已显示出对半脱臼的良好效果，但也有一些研究表明停用后疼痛会恢复。就象大多数条件下，最好的治疗包含多项预防性措施，如早期限制运动范围，准确的复位，被动支持软组织结构，可能的话在早期使用电刺激激活肩部肌肉系统。

## 中风后疼痛综合症
中风后中枢疼痛是由于中央神经系统中的神经元因血管损伤而毁坏所引起的神经性疼痛。一项研究发现有8％的患者将发展为中风后中枢疼痛，其中5％的人有中度到重度的疼痛。这种病症以前曾叫“丘脑痛”，因为其丘脑或丘脑核损坏的发生率很高。现在被称为中风后中枢疼痛，其特征是感知的疼痛并非来自痛苦刺激，如温度与轻触。这种对刺激感知的改变，或者说异常性疼痛，可能难以评估，因为事实上疼痛在描述与部位可能每天都不一样，还可能在任何地方持续数月到数年之久。中风后中枢疼痛也能增强对痛觉的中枢反应，也被称作痛觉过敏。受影响的患者可能将痛苦描述为绞痛、火烧、重压、中枪、针刺，甚至尿急到快爆。中风后中枢疼痛的机制与变数使其难以治疗，医师们已开始采用一些策略，包括静脉滴注利多卡因、阿片（麻醉剂）、抗抑郁药、抗癫痫药以及脑神经手术，效果也各不相同。对疼痛的控制在辅以其它中风后遗症的治疗时更高，如对抑郁与痉挛的治疗。由于人口年龄的增大，对中风后中枢疼痛的诊断与治疗将变得更重要，以提高数量越来越多的中风幸存者的生活质量。

## 失用症
失用症是一种并不罕见，但不太被了解的中风后遗症，也见于大脑新陈代谢障碍和创伤。这种病最初被认为是“执行已知的运动时混乱，这种混乱不能用虚弱、不协调、感觉丧失或者没有听懂、没有注意到指令来解释”。有几种失用症已被识别出。肢体运动性失用是指不能准确地移动手指、手臂或腿。意念运动失用是指不能在大脑中想像执行肢体或头部动作，以模仿其它人建议或做出的示范。概念失用与意念运动失用类似，但是障碍程度更深，已不能明白工具与物品的功能。构思能力失用是指不能完成特定动作的计划。面颊或面口失用是指不能按指令协调与执行面部、唇部的运动，如吹口哨、眨眼、咳嗽等。思维构建失用是指患者不能画出或复制简单的图，或写出简单的数字。眼运动失用是指病人发现无法或很难移动眼球。很多人相信最常见的失用是意念运动失用，因为在大脑中负责运动计划的区域与负责执行的区域被切断。
对于许多中风，尽管医生能通过确切的症状来判断大脑中受伤害的特定区域，但对于失用却没有这么清楚。一种常见的理论解释是大脑中保存以前学到的运动技能部位要么损坏了要么不能接通，如用勺将汤舀出送进嘴里的动作。这种情况通常是因为占优势的脑半球受伤，更常见的是位于左脑半球的额叶。对中风后的失用治疗通常由理疗、职业疗法和语言疗法组成。2001年出版的份量很重的哥本哈根中风研究表明，在618例中风患者中有7％有手动失用，6％有口失用，两者都与中风的严重程度相关。口失用与中风的年龄大小相关，与性别无关。它还发现失用对于康复治疗结束后的功能恢复没有什么负面影响。国立神经障碍与中风学院最近在资助一项临床试验，以获取大脑在执行和控制日常随意运动时是如何运作的知识，他们的目标是确定这些过程中到底是哪个环节因中风或脑损伤出了问题。

## 外侧髓板综合症
外侧髓板综合症也叫瓦伦贝格综合症，是由于小脑下后动脉或椎动脉阻塞所致。病症包括与创伤同侧的面部及对侧的躯体有降低的痛感与体温，在同侧的躯体有运动失调，在同侧的脸有Horner综合症。
对于急性的发作通常集中于症状疗法。在最初的住院治疗后，一些患者需要在回家前短期安置在护理或康复机构。对瓦伦贝格综合症的恢复集中在改进平衡、协调，设法应对日常起居，改进语言和吞咽功能。采用止吐药和治打嗝药的症状疗法是很重要的，常用的包括odansetron、甲氧氯普胺、普鲁氯嗪和异丙嗪。这些药也与氯丙嗪一道用于治疗打嗝，也有其它报告认为治疗打嗝的药用于治疗瓦伦贝格综合症有用，包括巴氯芬和抗癫痫的药。对于外侧髓板综合症的预后取决于脑干中受伤的部位与大小，有些人很快即康复，但其他人可能在发作后有长达数月甚至数年的严重神经残疾。

## 中风后抑郁
抑郁是中风常见的一种后果，大约要占25～50％的患者。诊断与统计手册将中风后抑郁定义为“由医疗的总体状况所导致的心理障碍，这种状况是由其自身直接带来的生理影响所决定的。中风后抑郁可能涉及到低落的情绪、兴趣与满足感，这会损害患者的社会及职业功能，但其定义不必按完全满足主要抑郁症的所有条件。
将特定的中风损伤与发生抑郁联系起来的第一项研究报告了左额叶损伤与主要抑郁有关联。对额叶发射去甲肾上腺素、多巴胺和血清素的破坏导致儿茶酚胺的耗尽。然而最近的研究却表明，创伤的解剖结构方面与发生抑郁并没有必然关联，其它心理因素也可能导致抑郁，包括由于中风引起的残疾造成的个人与社会损失。
中风后抑郁高发于发作后的3－6个月，通常能在1－2年内痊愈，但也有少数患者发展为慢性的抑郁。对中风后抑郁的诊断也因其它后遗症而变得困难，如疲劳与心理动作迟钝并不一定表示有抑郁。失去对活动与关系的兴趣是需要进行抑郁评估的提示。
传统上，三环抗抑郁药被用于治疗中风后抑郁，如去甲替林。最近，选择性血清素再吸收抑制剂因副作用更小而成为更好的选择，如氟西汀和西酞普兰。同时，有报告认为心理治疗是有用的辅助手段，如行为认知治疗、集体治疗和家庭治疗。
总的来说，中风后发生抑郁对于康复有重大影响。譬如，中风后抑郁的严重程度与日常起居的恢复程度相关联。通过有效治疗抑郁，病人能更好地恢复基本的日常起居能力，如穿衣、吃饭和行走，也能更好地恢复使用工具的日常活动，如打理财务与家务。实质上，随着时间的推移，识别并治疗中风后抑郁可以更好地恢复功能。